# The End of Heartache
The End of Heartache (en español: El final de la angustia) es el tercer álbum de estudio de la banda de metalcore estadounidense Killswitch Engage. Fue publicado el 11 de mayo de 2004 a través del sello Roadrunner. Este es el primer álbum de la banda sin el vocalista Jesse Leach, y el primero con Howard Jones como vocalista líder de la banda. 
Similar al álbum previo, el tercer álbum es considerado como uno de los álbumes esenciales del metalcore. La primera canción grabada, «When Darkness Falls», fue incluida en la película Freddy vs. Jason de 2003, mientras la canción homónima fue expuesta en el soundtracks de la película Resident Evil: Apocalypse, además de ser nominado como Mejor interpretación de metal en los Premios Grammy de ese año.

## Lista de canciones
1. "A Bid Farewell" - 3:55
2. "Take This Oath" - 3:46
3. "When Darkness Falls" - 3:52
4. "Rose of Sharyn" - 3:36
5. "Inhale" - 1:15
6. "Breathe Life" - 3:18
7. "The End of Heartache" - 4:58
8. "Declaration" - 3:01
9. "World Ablaze" - 4:59
10. "And Embers Rise" - 1:11
11. "Wasted Sacrifice" - 4:18
12. "Hope Is..." - 4:21

### CD bonus de la edición especial
1. "Irreversal" - 3:49
2. "My Life For Yours" - 3:34
3. "The End of Heartache" (Resident Evil Version) - 4:05
4. "Life To Lifeless" (Live) - 3:22
5. "Fixation On The Darkness" (Live) - 3:40
6. "My Last Serenade" (Live) - 4:00